# Cantonul Champagnole
Cantonul Champagnole este un canton din arondismentul Lons-le-Saunier, departamentul Jura, regiunea Franche-Comté, Franța.

## Comune
- Andelot-en-Montagne
- Ardon
- Bourg-de-Sirod
- Champagnole (reședință)
- Chapois
- Châtelneuf
- Cize
- Crotenay
- Équevillon
- Le Larderet
- Le Latet
- Lent
- Les Nans
- Loulle
- Monnet-la-Ville
- Montigny-sur-l'Ain
- Montrond
- Mont-sur-Monnet
- Moutoux
- Ney
- Le Pasquier
- Pillemoine
- Pont-du-Navoy
- Saint-Germain-en-Montagne
- Sapois
- Sirod
- Supt
- Syam
- Valempoulières
- Vannoz
- Le Vaudioux
- Vers-en-Montagne